# Asteroide de tipus B

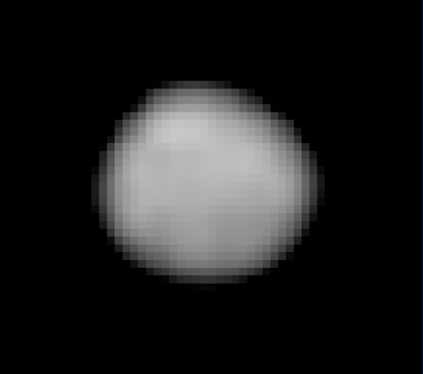
Pal·les, el més gran asteroide del tipus B.

Els asteroides de tipus B són un tipus d'asteroides carbonosos relativament poc comuns, dins del més ampli grup C.
Els asteroides del tipus B estan majoritàriament a la regió externa del cinturó principal, i també dominen la família Pal·les, una família d'asteroides molt inclinats, que inclou el segon asteroide, 2 Pal·les. Es creu que els asteroides del tipus B són residus primitius i rics en components volàtils del sistema solar primitiu.
En la classificació SMASS dels asteroides del tipus B que inclou tant el tipus B com el tipus F de la classificació Tholen.

## Característiques
Generalment, els asteroides d'aquest tipus són similars als del tipus C, són diferents per a l'absorció ultraviolada per sota de 0,5 μm, que és baixa o absent, i l'espectre és lleugerament blavós en lloc de vermell. L'albedo, d'altra banda, tendeix a ser més alta que la del tipus C, que és generalment molt fosc.